# Claro Open Colombia
El Torneig de Bogotà, conegut oficialment com a Claro Open Colombia, és un torneig de tennis professional que es disputa anualment sobre pista dura al Centro de Alto Rendimiento de Bogotà, Colòmbia. Pertany a les sèries 250 del circuit ATP masculí i es disputa just després del Torneig de Wimbledon.
La seva creació es va produir aprofitant la desaparició del torneig celebrat a Los Angeles. Tanmateix, només es va disputar un total de tres edicions, ja que l'any 2016 es va traslladar a la ciutat mexicana de Los Cabos.

## Palmarès

### Individual masculí
| Any  | Campió            | Finalista        | Resultat            |
| ---- | ----------------- | ---------------- | ------------------- |
| 2015 | Bernard Tomic (2) | Adrian Mannarino | 6−1, 3−6, 6−2       |
| 2014 | Bernard Tomic     | Ivo Karlović     | 7−6(5), 3−6, 7−6(4) |
| 2013 | Ivo Karlović      | Alejandro Falla  | 6−3, 7−6(4)         |

### Dobles masculins
| Any  | Campions                              | Finalistes                              | Resultat               |
| ---- | ------------------------------------- | --------------------------------------- | ---------------------- |
| 2015 | Édouard Roger-Vasselin Radek Štěpánek | Mate Pavić Michael Venus                | 7−5, 6−3               |
| 2014 | Sam Groth Chris Guccione              | Nicolás Barrientos Juan Sebastián Cabal | 7−6(5), 6−7(3), [11−9] |
| 2013 | Purav Raja Divij Sharan               | Édouard Roger-Vasselin Igor Sijsling    | 7−6(4), 7−6(3)         |